# 刘履芬
刘履芬，浙江江山人，是一名清朝政治人物。
刘履芬曾于1879年接替程其珏任嘉定县知县一职，1879年由程其珏接任。
刘毓盘为其子。